# مارغريت برستون
مارغريت برستون (بالإنجليزية: Margaret Preston)‏ هي فنانة ورسامة أسترالية، ولدت في 29 أبريل 1875 في أديلايد في أستراليا، وتوفيت في 28 مايو 1963 في سيدني في أستراليا.